# Triple Entente

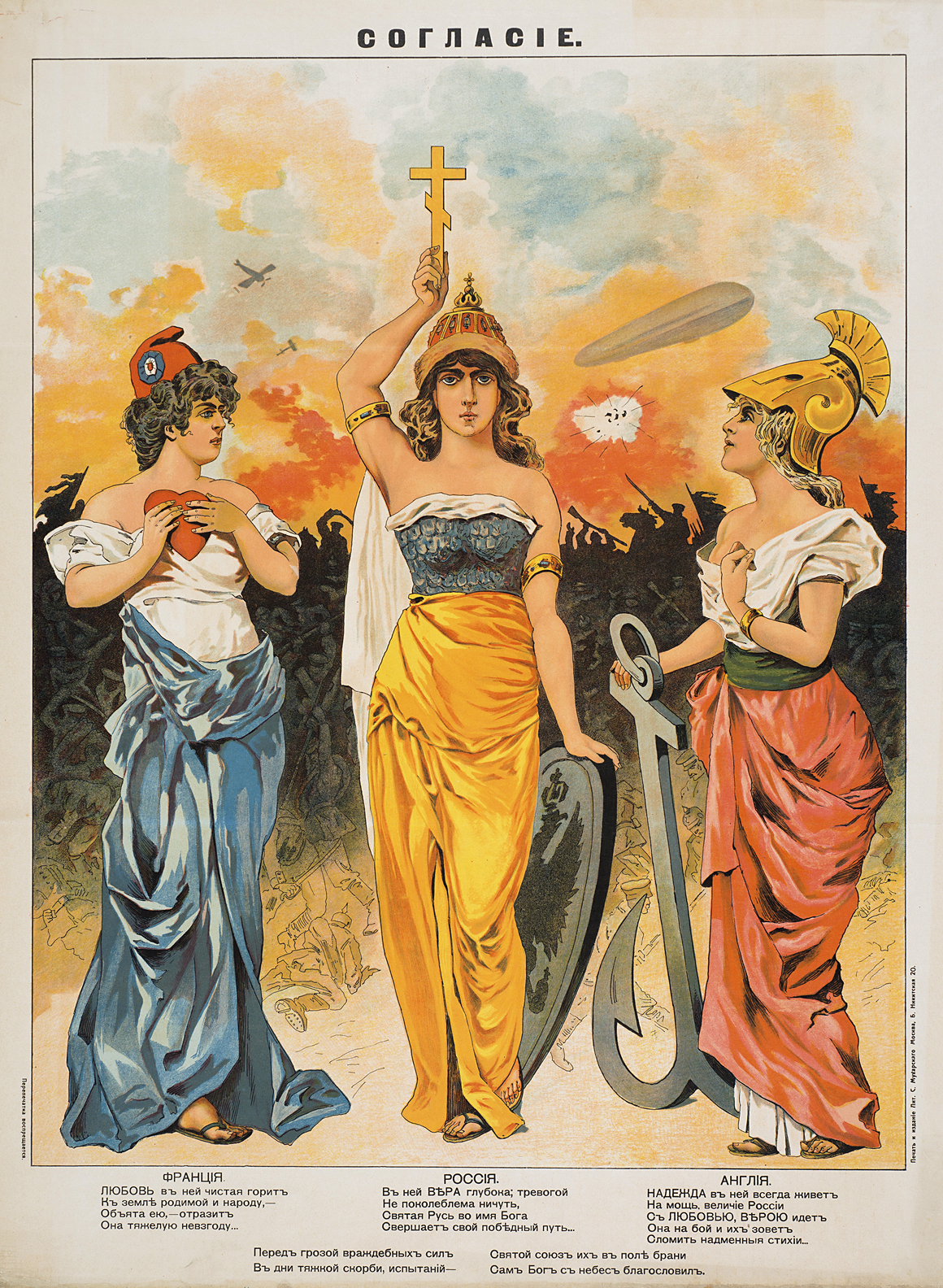
Personifikationen Russlands (Mitte), Frankreichs (links) und Großbritanniens (rechts) auf einem russischen Poster, 1914

Die Triple Entente (auch: Tripel-Entente, kurz: Entente, von französisch entente [ɑ̃.tɑ̃t] „Einvernehmen“, „Vereinbarung“, „Absprache“) war ein informelles Bündnis zwischen dem Vereinigten Königreich, Frankreich und Russland. Sie entstand auf Basis der Französisch-Russischen Allianz von 1894. Großbritannien (damals unter Premierminister Arthur Balfour) und Frankreich (damals unter Staatspräsident Émile Loubet) legten 1904 ihre Interessengegensätze bei (Entente cordiale); Großbritannien (damals unter Premierminister Henry Campbell-Bannerman) und das Kaiserreich Russland (unter Nikolaus II.) schlossen 1907 den Vertrag von Sankt Petersburg.
Da außer dem französisch-russischen Bündnis keine weitergehenden bindenden Verpflichtungen bestanden, war die Wirkmächtigkeit der Triple Entente zunächst eher beschränkt. Vielmehr entstand durch informelle Militärabsprachen in Deutschland die Befürchtung einer „Einkreisung“, was die politische Entwicklung bis zum Ersten Weltkrieg beeinflusste.
In der Geschichte verankert ist die Bedeutung der Triple Entente als kriegsentscheidende Koalition im Ersten Weltkrieg. Ihre Gegner waren die Mittelmächte, von denen das Deutsche Kaiserreich und die Habsburgermonarchie Österreich-Ungarn die wichtigsten Verbündeten waren. Das Militärbündnis der Triple Entente basierte auf dem Pakt von London, der am 5. September 1914 (etwa einen Monat nach Kriegsbeginn) geschlossen wurde.
Vor dem Kriegseintritt war die Triple Entente in der Außenpolitik ein Defensiv-Bündnis, wie auch der Dreibund.

## Die Entente und ihre Verbündeten im Ersten Weltkrieg

### Triple Entente
- Frankreich
- Vereinigtes Königreich Großbritannien und Irland
- Russisches Kaiserreich bzw. Russland (bis zur Oktoberrevolution 1917)

### Alliierte Mächte (Auswahl)
- Königreich Serbien
- Königreich Montenegro
- Belgien
- Japan
- Königreich Italien (ab 1915)
- Portugal (ab 1916)
- Königreich Rumänien (ab August 1916)
- Königreich Griechenland (ab 1917)
- China (ab 1917)
- Siam (ab 1917)

Weitere Verbündete der Entente siehe unter Beteiligte am Ersten Weltkrieg.

### Assoziierte Macht
- Vereinigte Staaten von Amerika (USA)

Die USA (Kriegserklärung an Deutschland am 6. April 1917) legten Wert darauf, nur eine assoziierte Macht zu sein. Präsident Woodrow Wilson wollte so eine Sonderrolle der USA begründen, die ihm potentiell eine Vermittlerrolle ermöglichen sollte. Ausdruck dieser Rolle war auch, dass die USA zunächst nur Deutschland den Krieg erklärten, nicht Deutschlands Verbündeten. Erst am 7. Dezember 1917 folgte, nach dem Zusammenbruch der italienischen Front am Isonzo, auch die Kriegserklärung an Österreich-Ungarn.

## Entente und Russland nach der Oktoberrevolution
Nach der Oktoberrevolution 1917 wurde zwischen Deutschland und Sowjetrussland zunächst im Dezember 1917 ein Waffenstillstand und am 3. März 1918 der Friedensvertrag von Brest-Litowsk geschlossen. Damit war der Erste Weltkrieg an der Ostfront beendet und die Situation veränderte sich: Aus Verbündeten wurden Feinde. So landeten bereits drei Tage später britische Truppen auf russischem Territorium. Es folgten weitere Invasionen französischer, amerikanischer, japanischer und griechischer Truppen in verschiedenen Regionen des ehemaligen Russlands zur Unterstützung der Weißen Armee bei der Restauration und zur Wahrung bzw. Erweiterung von Einflusssphären.
Wichtiger für die Fortdauer des Russischen Bürgerkriegs waren allerdings die massiven Lieferungen und Hilfsleistungen der Entente an die weißen Truppen in Sibirien und Südrussland (Ukraine). Winston Churchill schrieb in einem Memorandum vom 15. September 1919, England hätte 1919 für die weißen Truppen in Russland die enorme Summe von 100 Millionen Pfund ausgegeben und Frankreich im selben Jahr zwischen 30 und 40 Millionen Pfund, nach damaligem Wert gewaltige Summen. Die militärische Unterstützung erfolgte bis 1922 und endete mit einem Debakel. Sie trug dazu bei, die beiden Pariastaaten Deutschland und Sowjetrussland nach dem Kriegsende einander anzunähern (Vertrag von Rapallo 1922).
Siehe dazu auch: Intervention der Entente-Mächte im Russischen Bürgerkrieg